# Prestige Records
Prestige Records is een in 1950 door Bob Weinstock opgericht muzieklabel.

## Geschiedenis
Het label kwam voort uit het label New Jazz. De catalogus van het label bestond uit klassieke jazzmuzikanten als Miles Davis, John Coltrane, Sonny Rollins, Thelonious Monk en anderen. Weinstock zette zich in voor een onvervalste sound van de artiesten en moedigde hen aan om zonder eerdere repetities in de opnamestudio te gaan.
Tijdens de jaren 1950 en 1960 werkte de geluidstechnicus Rudy Van Gelder met het label samen en begin jaren 1950 produceerde de jazzcriticus Ira Gitler nu en dan albums. In 1958 begon Prestige Records zijn muzikale programma gevarieerder vorm te geven en gebruikte het eerdere label New Jazz weer. Er werden daarbij albums uitgebracht van getalenteerde nieuwe muzikanten. De twee sublabels Swingville en Moodsville werden opgericht, maar waren echter slechts korte tijd actief. Diens opnamen werden tijdens de jaren 1960 bij Prestige Records zelf weer uitgebracht. Een lang bestaand sublabel was Bluesville.
Zonder repetities kon Weinstock vlugger produceren, ongeveer 75 albums per jaar. Een andere karaktertrek van Weinstock was om mislukte tapes te hergebruiken en uit te brengen, hetgeen verklaart, dat Prestige Records zo weinig 'Alternate Takes' had.
Enkele demografische gegevens van Prestige Records waren:
- De albums bestonden normalerwijze uit vijf nummers (drie op de A-kant, twee op de B-kant) en duurden in zekere mate duidelijk minder dan veertig minuten.
- Het hoofddeel van de nummers bestond uit standards, enerzijds omdat de muzikanten geen tijd hadden om te repeteren en anderzijds omdat Prestige de rechten van zijn publicaties behield, waardoor weinige muzikanten besloten om eigen materiaal te gebruiken.
- Soms bevatte de B-kant een lange blues (10 tot 15 minuten)  (b.v. op Saxophone Colossus van Sonny Rollins en Kenny Burrell & John Coltrane en op Shirley Scott Plays Horace Silver van de Señor Blues). Soms was hij op de A-kant  (b.v. Screamin' for the Blues van Oliver Nelson, een zeldzaam voorbeeld van een Prestige-album, dat uitsluitend bestond uit oorspronkelijk materiaal). Op een van de eerste albums van The Modern Jazz Quartet[6] (Modern Jazz Quartet- First Recordings, PR 7749) werd anderzijds de Two Bass Hit vier keer ingespeeld, telkens met een ander instrument. Hij werd hernoemd naar La Ronde Suite. Weinstock stond zulke handelswijze toe, als te weinig materiaal aanwezig was om de plaat vol te krijgen.

Weinstock had een goede intuïtie voor talenten. Hij steunde veel jazzcarrières (hij had het debuutalbum Two Tenors van John Coltrane als leader opgenomen) en produceerde andere fundamentele albums, waaronder het reeds vermelde Saxophone Colossus.
Vermeldenswaardig waren de pre-Columbia-opnamen van Miles Davis (die Weinstock maakte van 1951 tot 1956), die de albums Cookin' , Relaxin' , Workin'  en Steamin'  omvatten en het succes van het kwintet bevestigden. Anderzijds leidde de methode, alleen onvoorbereid op te nemen, vaak tot eerder middelmatige albums. Daardoor ontstonden de goede opnamen van veel artiesten bij voorkeur bij andere labels.
Tijdens de jaren 1960 vertrouwde Weinstock het productiewerk toe aan Chris Albertson, Ozzie Cadena, Esmond Edwards, Don Schlitten en andere producenten. Prestige Records had o.a. de pianist Jaki Byard en de tenorsaxofonisten Booker Ervin onder contract. De artistieke standaard was blijvend hoog, echter het Prestige-label was met zijn nieuwe opnamen niet meer zo succesvol als met de albums van Miles, Coltrane en Monk. Het label overleefde met commercieel succesvolle soul/jazz-artiesten als Charles Earland, Richard 'Groove' Holmes en Brother Jack McDuff.
In tegenstelling tot Blue Note Records kon Prestige de muzikanten geen tweedaagse repetities betalen. Dat wordt ook als reden gezien, dat de producties bij vergelijkbare mogelijkheden, (ze hadden deels dezelfde muzikanten en studio's) en vereisten om niet te kunnen concurreren met het succes van Blue Note Records.
In 1971 kocht Fantasy Records het label. De Prestige-albums, die tijdens de jaren 1950 en 1960 jazzgeschiedenis hadden geschreven, werden in de reeks Original Jazz Classics weer uitgebracht.

## Discografie
- Sonny Stitt/Bud Powell/J.J. Johnson (1949)
- Miles Davis/Horace Silver/J.J. Johnson/Lucky Johnson: Walkin' (1954)
- Miles Davis/Milt Jackson: Bags' Groove (1954)
- Miles Davis/Milt Jackson/Thelonious Monk: Miles Davis and the Modern Jazz Giants (1954)
- Miles Davis/John Coltrane: Relaxin' with the Miles Davis Quintet (1956)
- John Coltrane: Soultrane (1958)